# Faixa Paraguai

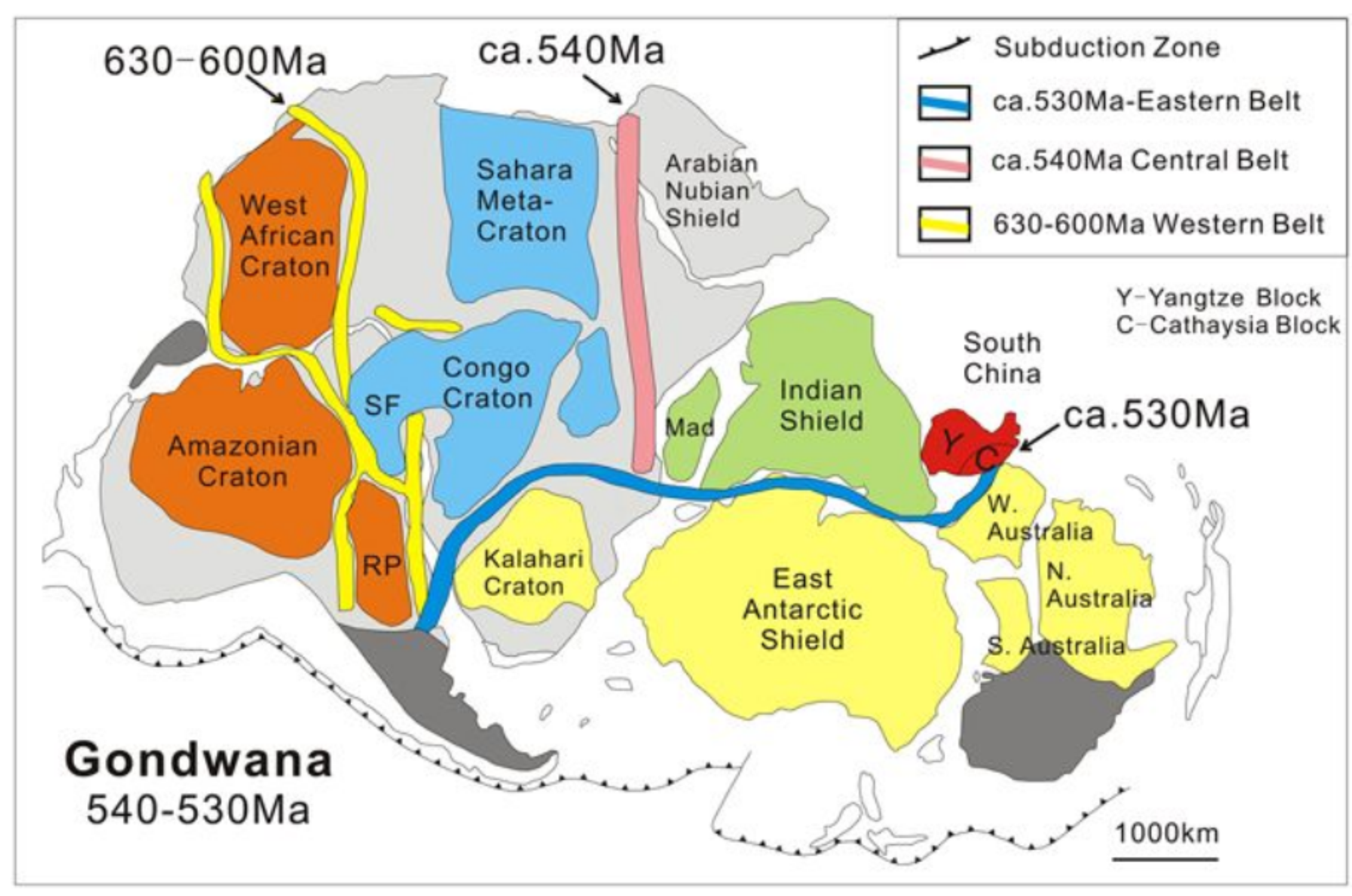
Figura 1 - Esquema com os Cinturões Orogênicos formando o Supercontinente Gondwana.

A Faixa Paraguai, que antes era denominada Cinturão Paraguai - Araguaia,  foi formada durante os eventos colisionais datados da Era Neoproterozoica (~ 1000 Ma.- 600 Ma [milhões de anos]) que fazem parte do evento brasiliano ou da porção oeste do supercontinente Gondwana que durante sua formação a partir de colisões entre os Crátons Amazônico, Rio de La Plana e São Francisco, formou cinturões orogênicos que, estruturalmente, hospedam a maior parte da porção litosférica que sofreu convergência, tanto pela subducção da litosfera oceânica nas fases pré-colisionais quanto pelas dobras e movimentos compressivos ao longo das antigas margens continentais. Referente a esse período geocronológico, cientistas identificaram três cinturões orogênicos, chamados de Paraguai, Araguaia e Brasília, que juntos, bordejam a Província Tocantins.
A localização da Faixa Paraguai paira a sudeste do Cráton Amazônico, ou seja, em relação à Província Tocantins, situa-se no segmento ocidental com cerca de 1000 km de extensão em forma de arco com concavidade avessada a SE do cráton e tendo suas principais demarcações estratigráficas preenchidas por rochas sedimentares das bacias do Parecis, Pantanal e Paraná. Devido à complexidade relacionada a evolução estratigráfica desse cinturão orogênico, condicionado da deposição de mais de um preenchimento sedimentar e através de estudos realizados na Província Tocantins, subdividiram em três segmentos segundo às diferenças encontradas, sendo elas a porção Sul (Meridional), Norte (Setentrional) e leste (Oriental).

Figura 2 - Principais crátons presentes no Brasil, evidenciando as sinéclises e grandes bacias que os compõe.

A porção Meridional aflora na região da Serra da Bodoquena e no vale do rio Miranda no estado do Mato Grosso do Sul e assim como a sequência norte, apresenta granitos tarde a pós-tectônicos datados através do método U - Pb em Zircão com cerca de 540 Ma. O segmento Setentrional aflora na área referente a Província Serrana, Baixada Cuiabana e Vale do Araguaia no estado de Mato Grosso com idade aproximada de 504 Ma. Estes maciços graníticos foram identificados como Intrusivas Ácidas Cambro-ordovicianas, e os dacitos, riodacitos e riólitos foram correlacionados e classificados como Vulcânicas de Mimoso. Os corpos graníticos nas porções mais deformadas da faixa foram indicados como sendo de metamorfismo de contato nas fácies albita e hornblenda. A leste da Serra da Bodoquena são identificados alguns corpos metabásicos, que são rochas constituídas por uma associação mineral metamórfica com actinolita, hornblenda, albita, epidoto, titanita, quartzo, apatita e opacos, além de clinopiroxênio e hornblenda castanha representantes da mineralogia ígnea parcialmente preservada. Segundo a maioria dos autores, uma melhor classificação em relação ao contato com rocha sedimentar parcialmente metamorfizada, também denominado metassedimentos, se faz necessária devido a falta de bons afloramentos. Em compensação, as coberturas cratônicas, sequências metassedimentares da porção norte, estão pouco deformadas. Essa faixa foi caracterizada por linearidades de dobramento e deslocamento em sentido N - S com vergência para W da área cratônica, é uma faixa dobrada caracterizada por metamorfismo regional na fácies do xisto verde, biotita, características de um típico fold-and trhust belt , identificados três fases de dobramentos sobrepostos e coaxiais associadas a sistemas de falhas de empurrão. A porção Oriental, aflora na região de Nova Xavantina e é muito importante principalmente em relação aos recursos minerais que ali ocorrem, destaque para o ouro. Alguns autores também consideram a região de Corumbá e o interior da Bolívia, segmento NW - SE em relação à Província Tocantins, como um aulacógeno, denominado Cinturão Tucavaca.

## Evolução Geológica e estratigráfica da Faixa Paraguai
Em relação à evolução geológica da Faixa Paraguai, estudos indicam a formação de um cinturão de dobramentos estruturais tardios no que diz respeito a evolução no ciclo brasiliano, segmento tectônico formado principalmente por rochas metassedimentares localizadas no chamado Grupo Cuiabá (~720 Ma.) e provindas de bacias marinhas profundas em margens passivas na condição de fragmentação extensival do supercontinente Rodínia (~1.0 Ga.([Bilhões de anos])). Devido às forças as quais a orogenia brasiliana foi submetida, estas bacias foram classificadas como de inversão tectônica e promovendo deformações e metamorfismo regional.
Posteriormente a este evento, ocorreu o soerguimento deste orógeno, que, devido a ações de intemperismo e forças extensionistas, evolui em bacias intra-cratônicas onde hoje, podem ser observados sequências sedimentares correlacionadas com o  Criogeniano (~720 a 635 Ma.) ao Ediacarano (~ 635 a 541 Ma.), período do Neoproterozoico conhecido por bruscas mudanças climáticas e pela presença de importantes sequências de rochas glaciogênicas (diamictitos) e carbonáticas (dolomito).
As sequências sedimentares foram divididas em Formação Puga, Grupo Araras, Formação Raizama e Formação Diamantino, sendo a formação Puga a mais antiga (~635 Ma.) e os depósitos da formação Diamantino os jovens (~541±7 Ma.). As rochas sedimentares que preenchem essas bacias vêm sendo classificadas como de Foreland, devido principalmente ao seu ambiente de formação plataformal moderadamente profundo a raso, com influência de tempestades, ambiente transicional com influência de marés e lacustre com migração de lobos deltaicos respectivamente.
A subdivisão estratigráfica da Faixa Paraguai apresenta diferenças entre as porções norte e sul segundo Boggiani & Alvarenga (2004), Alvarenga et al. (2009) e Campanha et al. (2011) e também afirmam que a evolução estratigráfica não ocorreu com um único preenchimento sedimentar, apresentando diferenças entre suas unidades, principalmente entre as de origem carbonática (grupos Corumbá e Araras), também implicando em evoluções metalogenéticas diferentes, sendo assim, adotaram a seguinte subdivisão: Faixa Paraguai Meridional, Faixa Paraguai Setentrional e Faixa Paraguai Oriental.

### Faixa Paraguai Meridional
Estudos indicam que a evolução da Faixa Paraguai Meridional vem sendo classificada como um típico fold-and trhust belt, que são uma série de suportes montanhosos adjacentes a um cinturão orogênico, formados devido a tectônica contracional e tendo início através de rifteamento no final do Criogeniano e avançando na escala geocronológica, mais precisamente até o final do Ediacarano, esses rifts evoluem para mar restrito e transgressão marinha extensiva. O início do Cambriano registra o final do desenvolvimento das colisões e registros de magmatismo pós-colisionais são datados do Cambriano Superior.
Estratigraficamente, a Faixa Meridional é composta, principalmente, pelo Grupo Corumbá e foi subdividida em cinco formações (da base para o topo: Cadiueus, Cerradinho, Bocaina, Tamengo e Guaicurus) tendo a Formação Puga correlata a suas formações basais (Cadiueus e Cerradinho).  No entanto, a semelhança em relação à continuidade dessa formação na Faixa Setentrional, os diamictitos, são bem diferentes entre eles, sendo que nos da porção Norte, foram identificados seixos estriados e facetados e os diamictitos registrados ao Sul, não possuem a mesma configuração, o que indica que na porção Meridional, mais especificadamente no Morro do Puga, os diamictitos não demonstrem registros glaciais, consequentemente são correlacionados a depósitos por fluxos gravitacionais associados a abertura do rift.
Na Formação Puga, pesquisadores verificaram em alguns núcleos de anticlinais (Anhumas) ou em lascas de empurrão, conglomerados polimíticos (diamictitos, diamictitos ferruginosos), clastos (quartzo, quartzitos, gnaisses, granitos, anfibolitos e menos recorrentes filitos e calcários).   Esses sedimentos possuem característica de serem retrabalhados devido aos fluxos gravitacionais antes de serem depositados e consequentemente não possuem seixos facetados e estriados que indicam depósitos glaciogênicos como os que foram identificados na Faixa Setentrional.
A Formação Cadiueus  foi litologicamente classificada em conglomerados e arenitos que preenchem depressões do paleo - relevo e pequenos grábens sotopostos a Formação Cercadinho com ocorrência restrita na borda W da Serra da Bodoquena e a NW de Morraria do Sul..A Formação Cercadinho é constituida por arenitos, arcósios, dolomitos e pelitos localizados na região de Morraria do Sul, com espessuras em torno de 150 m.
A Formação Bocaina compõe dominantemente por dolomitos silicosos, por vezes oolíticos com estruturas sedimentares de águas rasas (às vezes identificado a presença de estromatólitos e fosforitos no topo), ocorrência na região serrana a W de Bonito. Na passagem da Formação Bocaina para Tamengo foi observado um contato brusco, também lateral composta por brechas basais com matriz calcária (inclusões de dolomitos silicoso) e eventualmente fosforito.
Na Formação Tamengo foram identificados calcários escuros por vezes sulfetados e pelitos carbornosos de águas mais profundas, sugerindo um ambiente de transgressão marinha recobrindo diretamente os embasamentos mais antigos a oeste, como as Formações Puga, Cerradinho e Bocaina, possuem espessura de cerca 550 m. Uma importante descoberta em termos geocronológicos, em relação à Formação Tamengo, foram encontradas camadas centimétricas de tufos vulcânicos muito alterados, intercalados aos calcários com Cloudina. Estudos realizados com zircões extraídos desses tufos forneceram uma idade média de cristalização (238 U/206 Pb – SHRIMP - Método utilizado para datação geocronológica) da ordem de 543 ± 3 Ma, interpretada como da deposição dos calcários. A datação realizada somado à ocorrência de Cloudina, fóssil índice do final do Ediacarano, permitiram a identificação e posicionamento ao fim da sedimentação do Grupo Corumbá próximo ao limite do Pré-Cambriano com o Cambriano.
Da Formação Tamengo para a Guaicurus, foi classificado como um ambiente de transição gradativa, sendo que a Formação Guaicurus corresponde a estratos predominantemente pelíticos com uma coloração cinza-esverdeado que afloram na região serrana, principalmente nos núcleos dos sinclinais e com espessuras com cerca de  250 m aproximadamente.
O Grupo Jacadigo representa uma unidade estratigráfica de compartilhamento limitado ao Maciço de Urucum (Corumbá), com extensões na Bolívia, no Maciço de Mutum, onde é classificado como Grupo Boqui. Vem estruturalmente classificado como um Graben onde as conhecidas jazidas de manganês e ferro, em constante atividade de lavra.  A base é caracterizada por arcóseos e conglomerados (Formação Urucum), com unidade transicional de arcóseos ferruginosos (Formação Córrego das Pedras), os quais passam para pacotes com predomínio de sedimentos químicos e bioquímicos, com camadas de manganês e, para o topo, de formações ferríferas, com até 220 m de espessura, da Formação Banda Alta, também conhecida como Formação Santa Cruz.

### Faixa Paraguai Setentrional
A definição a respeito da unidade estratigráfica do Grupo Cuiabá tem sido motivo de debates em relação à Faixa Paraguai. O modelo mais difundido e aceito seria o de Alvarenga & Trompette de 1993, que considera uma variação lateral referente a Formação Puga, essas rochas metassedimentares seriam porções distais (turbiditos) de leques subaquosos da sedimentação glaciomarinha. Através de datações radiométricas feitas a partir do método K/Ar em muscovitas finas recristalizadas em xisto e em contato com pegmatito, Hasui e Almeida identificaram na região de Duque Estrada em meado dos anos setenta o que deve refletir o metamorfismo relacionados a esses metassedimentos do Grupo Cuiabá com idades aproximadas de 549 a ± 17 Ma.
O Grupo Araras foi subdividido em três unidades principais: a unidade inferior denominada Formação Mirassol d'Oeste sendo o Dolomito de capa sobre a Formação Puga;  unidade central intitulada Formação Guia e composta pela sequência calcário laminado, lama-calcário e argilitos e a Formação superior, chamada de Nobres, composta por calcários de águas rasas. Rochas sedimentares dessas três unidades refletem fácies rasa no oeste e fácies de águas profundas no leste.. 
Sucessões sedimentares definidas por extensas exposições de diamictitos associados a conglomerado, arenito, siltito e xisto e foram a matriz para determinar a Formação mais antiga da Faixa Setentrional (continuação da faixa Meridional) que foi inicialmente classificado como Grupo Jangada  e, posteriormente, redefinidos como Formação Puga  e que fazem parte do Grupo Cuiabá, caracterizado por depósitos gravitacionais associados à glaciação na borda falhada da bacia.
Sobre a camada de diamictitos da formação Puga, registraram o que foi denominado pela comunidade científica de carbonatos de capa, calcários calcíticos na base e dolomitos com estromatólitos no topo do Grupo Araras. Registraram espessuras com cerca de 100 a 150 m na fronteira Oeste da bacia. Em direção ao Leste, uma sequência de carbonatos de 1300 m de espessura ocorre, sendo essa a parte central do domínio. Continuando para sequências mais profundas, ocorrem sucessões de calcário e metassilicato laminado em direção ao sistema deposicional de talude da bacia.

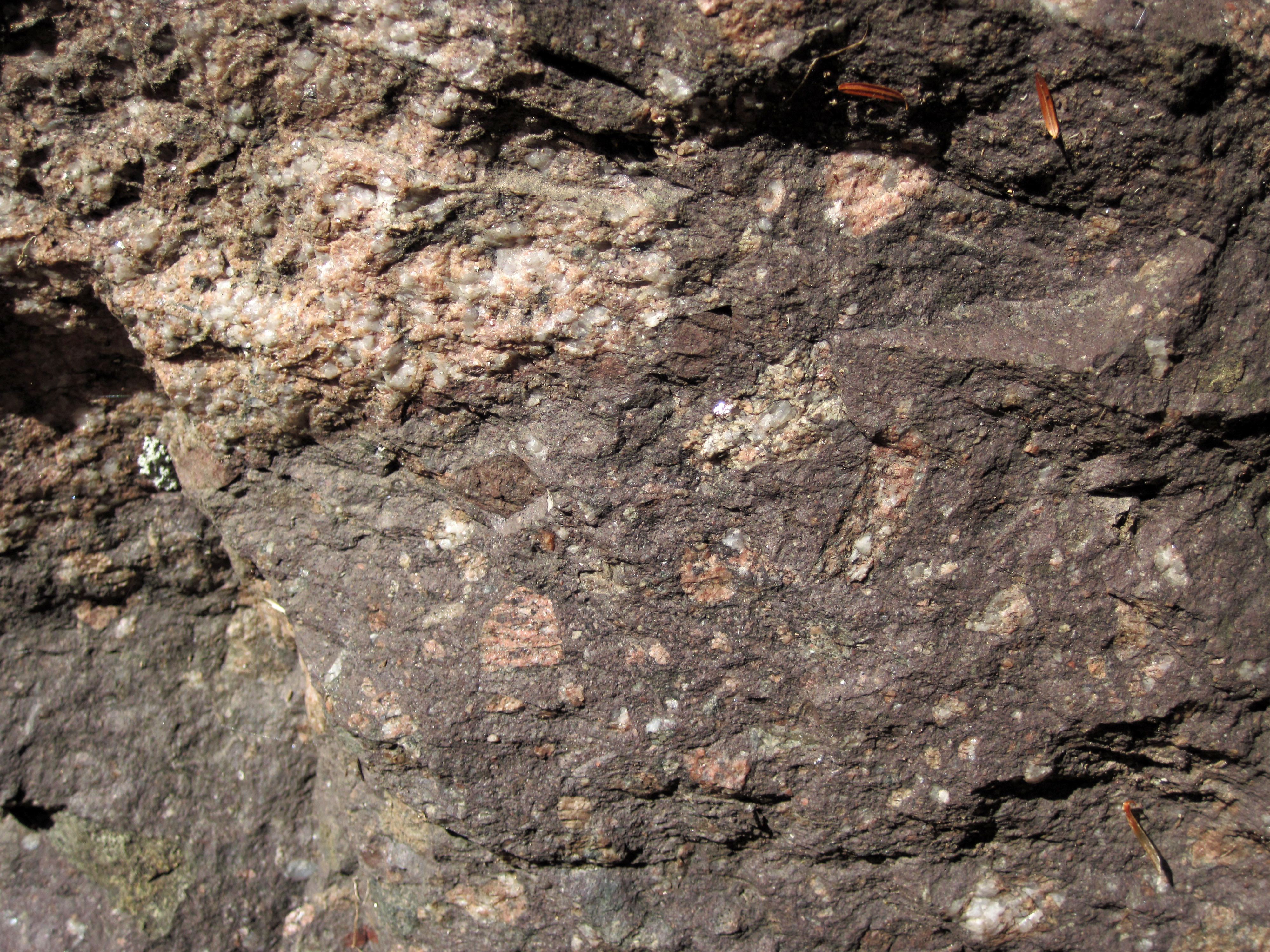
Figura 4 - Registro sedimentar resultante de eventos pré e pós glaciais da Era Neoproterozóica, registrando nesse afloramento em Konnarock, Virginia, EUA e sendo uma evidência do que fomenta a teoria "Snowball Earth". Normalmente, consistem em tilitos glaciais e carbonatos de cobertura sobrejacentes. Essas unidades são preservadas em muitas localidades da Terra, uma delas, a Faixa Paraguai Setentrional.

As características marcantes dessa sedimentação carbonática pós-glacial são registradas em diversas sucessões Neoproterozoicas em praticamente todos os continentes.  Muitas teorias e discussões existem sobre o Período Criogeniano, sendo considerada uma das maiores glaciações ocorridas na Terra, conhecido também como “SnowBallEarth”. Como essas sucessões (glaciogênicas e carbonáticas), normalmente são não fossilíferas e mal datadas, estudos geoquímicos e sedimentológicos, principalmente o que diz respeito aos isótopos de carbono e estrôncio, são importantes ferramentas para estudos desse período, fornecendo excelentes dados para correlação dentro de uma bacia sedimentar.
Dentre as várias teorias a respeito do "cape carbonate", a conhecida como “SnowBall Earth” e estudada por diversos cientistas, entre eles Alvarenga e Trompette, 1992; Nogueira et al., 2003; Alvarenga et al., 2004; Allen e Hoffman, 2005, diz que durante o Criogeniano (ca.720MA a 635MA) uma dicotomia climática afeta à Terra fazendo com que uma capa de gelo a cubra. Quando o branco das geleiras reflete a luz solar, essa capa tende sempre a aumentar e consequentemente separar o oceano da atmosfera fazendo com que não exista uma troca de gases entre eles. Em um período onde as atividades vulcânicas eram muito intensas, os gases continuavam a se acumular na atmosfera, principalmente dióxido de carbono e consequentemente provocando o aquecimento terrestre, também muito conhecido como efeito estufa e fazendo com que as capas de gelo começassem a derreter e rochas glaciais serem depositadas (Formação Puga). Contemporaneamente, metais como magnésio e ferro, sem a presença de oxigênio acabam se concentrando no fundo das bacias. Quando essas camadas glaciais iniciam a fundir, o gás carbônico tende a reagir com os cátions da água dos oceanos, uma vez que volta a existir essa troca de gases entre atmosfera e oceano, de uma maneira colossal, catastrófica e rápida, o dióxido de carbono em contato com, principalmente Ca, Mn e Fe, vão precipitar (teoria também importante em relação à formação das BIF’s) e serão depositadas de uma vez e formar o marco "GSSP" que conhecemos como os carbonatos de capa, observados em toda parte do globo terrestre assim como no Grupo Araras.
Alguns autores, como P. Sansjofre, M. Ader, R. I. F. Trindade, M. Elie, J. Lyons, P. Cartigny & A.C. R. Nogueira através de estudos realizados através da medição de isótopos de carbônio orgânico e inorgânico, constataram que para que a teoria do “SnowBall Earth”  fosse válida, deveria existir uma pressão de dióxido de carbono muito superior aos apresentados atualmente para que os carbonatos fossem depositados, estudo apresentado no artigo "A carbon isotope challenge to the snowball Earth" (2011).
Outro estudo que vai contra a teoria do "SnowBall Earth", vem proposto por R. I. F. Trindade, E. Font, M. S. D’Agrella-Filho, A. C. R. Nogueira, and C. Riccomini no artigo publicado em 2003 intitulado "Low-latitude and multiple geomagnetic reversals in the Neoproterozoic Puga cap carbonate, Amazon craton", que em base a dados e estudos paleomagnéticos, encontraram diversas reversões magnéticas no carbonato de capa da Formação Araras sobre a Formação Puga. Tendo em vista que hoje temos o conhecimento de que o campo magnético terrestre se invertem (polos magnéticos N-S se invertem) de tempo em tempo, os estudos paleomagnéticos indicaram que a deposição ocorreu em latitudes baixas e assim confirmando os paleo -  polos com os do Cráton Amazônico.No entanto, os carbonatos de capa apresentaram muitas reversões de polo e assim, traduzidos cronologicamente, indicam que sua deposição decorreu ao longo milhões de anos e não de uma forma abrupta e veloz devido a uma dicotomia climática.
Sobre os calcários e dolomitos do Grupo Araras, sedimentos silcliclásticos foram definidos como uma sucessão molássica  e depositados simultaneamente aos dobramentos da Faixa Paraguai. Em posição estratigráfica intermediária aos grupos Araras e Alto Paraguai, foram encontrados corpos isolados de diamictitos glaciais (Formação Serra Azul), relacionados à glaciação Ediacarana/Gaskeriana. 

### Faixa Paraguai Oriental
No extremo leste da Faixa Paraguai, a nordeste de Cuiabá, onde a estruturação da faixa possui orientação Leste-Oeste, foram registrados afloramentos de sucessões metavulcânica-sedimentar, com formações ferríferas associadas, interpretada como pertencente ao Grupo Cuiabá  ou mais antigo denominada Grupo Nova Xavantina.  Filito grafítico e filito sericítico são as rochas hospedeiras predominantes, ocorrendo também ritmito com alternâncias de metassiltito e metarenito. As idades de mineralizações ainda são uma icognita, todavia a deposição do ouro está diretamente relacionada às deformações, em regime tectônico compressivo de caráter progressivo, associadas ao metamorfismo regional fácies xistos verdes (quartzo-biotita-clorita), que afetaram as rochas do Grupo Cuiabá.

## Modelos tectônicos e estruturais para a Faixa Paraguai
A evolução tectônica da Faixa Paraguai segundo alguns autores tem ocorrêmcia em três fases. A primeira identificada pelo início do estágio de compressão, resultando em encurtamento e espessamento crustal gerando ajuste flexural, compõe o que chamamos em geologia de Bacia Foreland, que é que uma bacia sedimentar que se desenvolve adjacente e paralela a um cinturão de montanhas. Posteriormente se observa a deposição dos sedimentos da Formação Puga e grupos Araras e Alto Paraguai. Nos estágios dois e três, ascensão progressiva da redução e da deformação nas sequências anteriormente depositadas, promovendo novos pulsos de subsidência para deposição de sequências sedimentares mais jovens, tais como a Formação Diamantino. Os domínios estruturais da Faixa do Paraguai foram descritos por Luz et al. (1980), Alvarenga (1990), Piacenti et al. (2007) Campanha et al. (2011) e Modificado por McGee et al. (2015).
Sefundo os ciêntistas citados no último parágrafo, a Faixa Paraguai é estruturalmente subdividida em em duas zonas estruturais ou domínios. O domínio interno caracterizado por metamorfismo e intrusões graníticas e externo, definido por dobras com pouco ou sem metamorfismo além dessas zonas, também existem as coberturas sedimentares da plataforma as quais já foram abordadas precedentemente. A seguir, serão discutidos os aspectos de evolução regional dos domínios.

### Domínio Interno
Composta por sequências sedimentares metamorfizadas na fácies do xisto verde, a evolução estrutural relacionada a zona interna da Faixa Paraguai é caracterizada por fases deformacionais continuas. Indicadores estruturais e geométricos do cinturão são definidos, na sua grande parte, por disposições regionais, tais como dobras regionalmente inversas e pontualmente reclinadas, indicando transporte de massa com vergência de S-SE para N-NW como indicado por Ruiz et al. (1999) no domínio interno, nas regiões de Cuiabá e Poconé, e que segundo Silva (1999) , possuem uma geometria em leque, sugerindo o deslocamento para área Cratônica na zona de plataforma. Durante a orogenia, se deu a formação de veios de quartzo rico em ouro, que possuem como estrutura de deposição as fraturas transversais tardias no sentido NW.

### Domínio Externo
Natural do processo de soerguimentos orogênicos, a evolução tectônica de caráter compressivo identificadas no Domínio interno do Cinturão Paraguaio, são registrados nas rochas do Domínio externo, onde o metamorfismo é quase nulo, mas o segmento de rochas é dobrado com padrões simétricos ou levemente assimétricos com planos axiais tendendo para N20-30E. Outra característica observada em relação ao transporte, dessa vez, criando o contato entre os dois domínios, interno e externo, são reconhecidas falhas com direção (strike) NW visíveis em ambos os domínios. Em direção ao Cráton Amazônico, a deformação é menos aguda e não apresenta metamorfismo além de sedimentação com estratificação planar referente aos Grupos Araras e Paraguai.

### Fases de Deformação
Estudos estruturais e propriedades litológicas analisados na região de ambos os domínios, forneceram dados que sugerem quatro fases de deformações contínuas que afetaram as rochas do Domínio Interno, mais especificamente do Grupo Cuiabá e serão descritos a seguir segundo a interpretação dos estudos realizados por Silva,  Alvarenga e Tompette  e contextualizados a um regime geológico regional.
Segundo Alvarenga e Tompette, a Faixa Paraguai apresenta 4 estágios de deformações sucessivas (D1 a D4) e seus respectivos planos de clivagem (S1 a S3).  Descrevem a primeira fase de deformação, (D1) como fazendo parte tanto no domínio interno quanto externo e tendo o traço estrutural mais marcante durante o processo de evolução tectônico. A evolução geométrica das dobras é contínua ao longo do cinturão. As mais amplas na zona externa e as mais estreitas, inversas e isoclinais no extremo leste da zona interna sem apresentar vergência nítida. Sua evolução tectônica demostra coerência com o aumento da intensidade do dobramento, da penetratividade da clivagem e do metamorfismo com pouquíssima influência na borda do Cráton Amazônico e passando a fácies de xistos verdes na parte interna da faixa dobrada. Os planos de clivagem (S1) são formados em um contexto compressional com extensão regional, caracterizado pelo metamorfismo e identificados no desenvolvimento sin - tectônico dos minerais micáceos de S1. Ao contrário do que foi observado precedentemente, as deformações D2 e D3 não indicam muito bem como se deu a evolução regional, pois ambas não estão presente em todo o cinturão, no entanto, podemos observar nas dobras D3 uma certa abertura, são desenhadas como drags, que são dobras geológicas de menor expressão produzidas em camadas finamente laminadas (macias) entre camadas mais maciças (duras) na estrutura de uma dobra principal de zona de falhas com clivagem de crenulação e kinks, que são estruturas metamórficas de crenulação da xistosidade ou de deformação de minerais que apresentam ângulos pontiagudos em suas extremidades, que podem ser simétricos e assimétricos, associados a (S3). O plano S2 apresenta a recristalização de filossilicatos e é penetrativa, preferencialmente orientada com strike (direção) a N35 - 50E, deep (profundidade) 30 - 45 W e vergência para SE, segundo o estudo que usou a região dos afloramentos em Cuiabá para realizar as medições. A última fase de deformação (D4) é caracterizada por dobras com grande comprimento de onda, com seus eixos perpendiculares as outras três fases de deformação com fraturamento tarde - tectônico que devem ter se originado devido ao resfriamento crustal. Sua orientação bate com o eixo do sinclinal do Tucavaca.
Para Silva, "Dn", a primeira deformação,  é caracterizada pela formação de dobras regionais assimétricas e inversas evidenciando vergência SE nas regiões de Cuiabá e Poconé no domínio interno. Já no domínio externo, observamos camadas mais verticalizadas com vergência NW expondo sua geometria em leque, ou seja, depósitos de sedimentos clásticos distribuidos e armazenados como um grande leque triangular sentido vale para o pé da montanha. Alinhamento de clastos achatados na superfície da sequência, marcaram as lineações de estiramento que indicam vergência para NE. A segunda fase, "Dn + 1", possui dobras mais espaçadas e sutilmente assimétricas onde sua superfície axial, "Sn + 1" , imerge sentido SE o que implica em vergência para NW e mergulho para NE caracterizadas por assídua clivagem. A terceira fase, "Dn + 2" também ocorre como dobras assimétricas em uma escala métrica com SW e a proposta de três fases coaxiais e uma quarta fase ortogonal foi apoiada por Alvarenga & Trompetti  e posteriormente por Trompette. Segundo esses autores, a primeira fase não apresenta vergência nítida, a segunda fase tem vergência SE e a terceira fase apresenta vergência em direção ao Cráton Amazônico, que só é visível nas rochas não metamórficas que o recobrem.

## Recursos Minerais da Faixa Paraguai

### Depósitos de Ouro com ocorrências na Baixada Cuiabana e Nova Xavantina
A ocorrência de importantes recursos mineiras na região que engloba a Faixa Paraguai é conhecida há muitos anos, tendo em vista que registros apontam a presença de Bandeirantes, mais especificamente, na região de Cuiabá, desde os meados do século XVIII. Durante a década de 1980 seguindo a alavancada valorização aurífera, a mineração nessa região cresceu exponencialmente e consequentemente mais pesquisas e publicações foram realizadas em relação à geologia e ocorrência desses minerais, abordadas por diversos autores.
As ocorrências de mineralizações de ouro na Faixa Paraguai são as mais conhecidas e tem como principais regiões de ocorrência, Cuiabá e Nova Xavantina, ambas localizadas no Mato Grosso. As características sedimentológicas e geoquímicas estão em conformidade com as demais sucessões datadas do final do Neoproterozoico, outorgada às violentas mudanças climáticas. A maioria dos depósitos de Ouro localizados e estudados na Baixada Cuiabana são identificados como filoniano e co - genéticos onde seus registros geológicos ficam estampados nas rochas com estruturas deformadas do Grupo Cuiabá. Como rochas hospedeiras predominantes, foram identificados os filitos grafitosos e sericíticos, no entanto, a idade das mineralizações continua sendo um mistério. 
Em relação ao modo como esse ouro foi depositado, pesquisadores apontam para o âmbito tectônico compressivo-progressivo, associada ao metamorfismo regional,fácies xisto verde, e consequentemente a deformações que figuraram as rochas do Grupo Cuiabá.
Um dos depósitos mais conhecidos, o do Araés, apresenta características estruturais geridas por tectônica do tipo rúptil-dúctil, ou seja, as caractéristicas reológicas do material envolvido são determinadas por condições termodinâmicas que, ao superar seu limite de rigidez deforma permanentemente, se quebrando devido a tensões aplicadas(rúptil), passando para uma condição, devido a fatores termodinâmicos e tensionais principalmente, fazendo com que as rochas envolvidas no processo sejam estirada e deformadas(dúctil). São estruturas associadas a presença de fraturas e falhas. Um modelo muito aceito pela comunidade científica, o de trans-tensão associado com trans-pressão por falhamentos direcionais correlacionadas as zonas de cisalhamento do Araés, permitiria a abertura das fraturas onde os fluidos hidrotermais enriquecidos em ouro, percolariam, em uma espécie de caminho preferencial e, em condições geoquímicas adaptas, se depositaria, como identificado na Baixada Cuiabana, essas ocorrências estão associadas aos veios de quartzo.
Assim como a região da Baixada Cuiabana, a região de Nova Xavantina foi classificada estruturalmente por uma tectônica do tipo rúptil-dúctil e confirmado pela existência de falhas e fraturas, por onde os fluidos hidrotermais enriquecidos em ouro lixiviam. A partir dos estudos das análises de inclusões fluidas realizados principalmente pela CPRM, foi possível observar que nos veios dos depósitos auríferos as inclusões são, predominantemente, aquosas a aquo - carbônicas. Neste ponto, compreendeu-se que os mesmos se formaram em sequência e por fluidos parecidos.
No entanto, a similaridade no modo de deposição e até por possuírem sequências Vulcano-sedimentares correlacionadas aos depósitos que ocorrem na Baixada Cuiabana, os depósitos da região de Nova Xavantina, mais especificadamente o depósito do Araés, foram classificado como do tipo filoniano ocorrendo em veios de quartzo sub - verticais de grandes espessuras, podendo chegar a até 5 m e concordantes a estruturação regional (W - NW), enquanto os veios auríferos da Baixada Cuiabana não ultrapassam os 30 cm.
As jazidas de ferro e manganês do Maciço do Urucum, localizado na zona rural de Corumbá - MS, possuem uma altitude com cerca de 1065 metros sendo datadas da Era Neoproterozoica, ao lado das formações ferríferas pertencentes ao Grupo Rapitan (Canadá) e do Super Grupo Damara, ambos com a mesma datação geocronológica. Essas mineralizações são atípicas, já que as grandes concentrações ferríferas ocorrem no intervalo 2,5 e 1,8 Ga.
No início, a importância econômica do Maciço de Urucum deveu–se unicamente às jazidas de manganês. No final do século XX, as formações ferríferas passaram a receber mais atenção, principalmente devido à intensificação dos estudos nessa região durante os anos oitenta.
Estima–se recursos de ordem de 3,1 Bt de Ferro e 11 Mt de manganês, porém os recursos de ferro incluem os proto minérios (jaspilitos) com intercalações de sílica com teor de Ferro de 50%.
Atualmente são lavrados apenas as porções aluvionares lixiviados, com 67% de teor de Ferro e, secundariamente, os depósitos coluvionares, volumetricamente menores e de qualidade inferior aos aluvionares.
Entre alguns dos fatores determinantes para que o ferro de Urucum seja economicamente viável, a possibilidade de transporte fluvial através do Rio Paraguai facilitando o processo de logística. O minério, que possui composição essencialmente hematítica e por ter um bom teor de Ferro, pode ser aproveitado por redução direta no processo siderúrgico.
As jazidas de manganês ocorrem na forma de camadas e lentes na base da sucessão essencialmente ferrífera (Formação Banda Alta ou Formação Santa Cruz, conforme proposta por estudos estratigráficos). Como a ocorrência das formações ferríferas Neoproterozoicas, cuja ocorrência anômala, fora do intervalo de 2,5 – 1,8 Ga([Bilhões de anos]), tornaria a hipótese de origem glacial coerente com o modelo Snowball Earth, assim explicando as formações ferríferas da região. Esta interpretação é questionada por Young (2002) e Eyles & Januszczak (2004), os quais associam essas formações ferríferas e diamictitos à intensificação de rifteamentos, mesmo que concomitantes a eventos glaciais, onde a fonte do ferro seria hidrotermal e não necessariamente vinculada a eventos anóxicos globais, o que condiz com o modelo de origem hidrotermal de Trompette et al. (1998) e Dardenne (1998). Para fundamentar este modelo esses autores se basearam na presença de minerais de manganês de cristalização sob elevadas temperaturas (braunita, e veios de tirodita, anfibólio manganesífero, silicato semelhante à rodonita), em dados de isótopos de oxigênio que indicam cristalização entre 250 e 280 °C  e presença de veios de turmalina-quartzo e de magnetita hidrotermal em zonas de falhas.